# Чеволи
Чеволи је насеље у Италији у округу Пиза, региону Тоскана.
Према процени из 2011. у насељу је живело 274 становника. Насеље се налази на надморској висини од 64 м.